# Bierkowo
Bierkowo (deutsch Birkow) ist ein Dorf bei Słupsk (Stolp) in Hinterpommern. Es gehört zur Gmina Redzikowo (Landgemeinde Reitz) im Powiat Słupski (Stolper Kreis) der polnischen Woiwodschaft Pommern.

## Geographische Lage
Die Ortschaft liegt in Hinterpommern, etwa sechs Kilometer westlich von Stolp an der Landstraße von Stolp nach dem acht Kilometer entfernten Dorf Groß Brüskow (Bruskowo Wielkie). Der Ortskern liegt einen Kilometer südlich dieser Landstraße. Das nächste Dorf ist Bruskowo Wielkie. Die nächste Bahnstation befindet sich in Stolp.

## Geschichte
Der Ort war ursprünglich ein Gassendorfs. In preußischer Zeit war Birkow eines von 18 königlichen Dörfern, die dem Amt Stolp unterstanden. 1784 hatte Birkow: ein Vorwerk, zwölf  Bauern, zwei Kossäten, vier Büdner, ein Schulhaus und ein Hirtenhaus bei insgesamt 21 Haushaltungen. Die Domäne bewirtschaftete 2500 Morgen, ein Bauer 233 Morgen und jeder der beiden Kossäten 102 Morgen. Als das Vorwerk Birkow im Frühjahr 1828 von der preußischen Finanzverwaltung zu Köslin zum Kauf oder zur Pacht angeboten wurde, umfasste es über 891 Morgen. Um 1862 war der Umfang des Vorwerks auf 752 Morgen geschrumpft.
1925 standen im Dorf 131 Wohngebäude. Die Gemeindefläche betrug 1.265 Hektar. 1939 wurden 206 Haushaltungen und 781 Einwohner gezählt.
Bis 1945 gehörte der Ort zusammen mit den Gemeinden Groß Brüskow (heute polnisch: Bruskowo Wielkie), Grünhagen (Wierzbięcin), Klein Brüskow (Bruskowo Małe), Schwolow (Swołowo) und Steinwald (Krzemienica) zum Amtsbezirk Groß Brüskow im Landkreis Stolp im Regierungsbezirk Köslin der preußischen Provinz Pommern. Das Standesamt war ebenfalls in Groß Brüskow, während der Gendarm in Klein Strellin (Strzelinko) sein Amt hatte. Amtsgerichtsbezirk war Stolp.
Gegen Ende des Zweiten Weltkriegs  brachen die Birkower Einwohner am 7. März 1945  zur Flucht vor der herannahenden Roten Armee auf. Wegen der winterlichen Wegeverhältnisse kamen sie nicht weit und mussten umkehren. In Birkow waren inzwischen rund 2500  Flüchtlinge aus  Ost- und Westpreußen sowie aus den umliegenden Dörfern eingetroffen. Am 8. März 1945 wurde Birkow von sowjetischen Truppen kampflos besetzt. Bald darauf wurde Birkow zusammen mit ganz Hinterpommern seitens der sowjetischen Besatzungsmacht der Volksrepublik Polen überlassen. Die polnische Administration verwaltete das Dorf unter der polonisierten Ortsbezeichnung ‚Bierkowo‘ und besiedelte es bei gleichzeitiger Vertreibung der einheimischen Dorfbewohner bis 1947 vollständig mit Polen. Die Heimatsortskartei (HOK) Pommern ermittelte auf dem Territorium Westdeutschlands 316 und dem der DDR 333 aus Birkow vertriebene Dorfbewohner.
Das Dorf ist heute ein Ortsteil der Gmina Redzikowo im Powiat Słupski der Woiwodschaft Pommern (bis 1998 Woiwodschaft Stolp). Im Jahr 2009 hatte das Dorf 921 Einwohner.

### Demographie
| Jahr | Einwohner | Anmerkungen                                |
| ---- | --------- | ------------------------------------------ |
| 1818 | 357       | [ 6 ]                                      |
| 1864 | 576       | [ 7 ]                                      |
| 1867 | 630       | [ 8 ]                                      |
| 1871 | 660       | ausnahmslos Evangelische                   |
| 1910 | 887       | [ 9 ]                                      |
| 1925 | 838       | darunter 836 Evangelische und ein Katholik |
| 1933 | 841       | [ 11 ]                                     |
| 1939 | 781       | [ 11 ]                                     |
| 2009 | 921       |                                            |

## Kirche

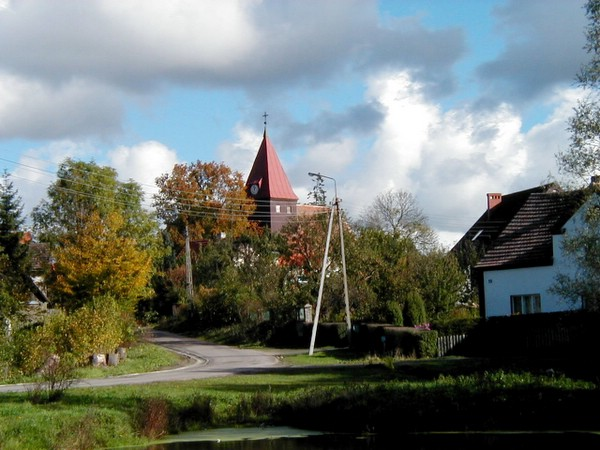
Dorfansicht mit Dorfkirche

Birkow war vor 1945 fast ausnahmslos evangelisch. Es gehörte mit den Dörfern Gatz, Reblin, Reddentin, Symbow und Zitzewitz zum Kirchspiel Symbow im Kirchenkreis Stolp-Stadt in der Kirchenprovinz Pommern der Kirche der Altpreußischen Union. 1940 zählte das Kirchspiel insgesamt 2374 Gemeindeglieder.
Im Jahre 1895 wurde in Birkow eine eigenständige Kirchengemeinde errichtet, die aber im Verbund mit Symbow blieb. Eine eigene Kirche hatte die Gemeinde zunächst nicht. Im Jahre 1906 beschloss der Gemeindekirchenrat mit Zustimmung der Kirchenpatrone Graf Wilhelm von Zitzewitz auf Zitzewitz und Graf Paul von Below auf Reddentin (Birkow selbst war patronatsfrei), eine neue Kirche zu bauen. Am 16. April (Ostersonntag) im Jahre  1911 wurde sie vom pommerschen Generalsuperintendenten Johannes Büchsel und dem Ortspfarrer Reinhold Rathke feierlich in Dienst genommen. Seitdem erhebt sie sich weithin sichtbar auf dem zugeschütteten Schulteich.
Die seit 1945 und Vertreibung der einheimischen Dorfbewohner anwesende polnische Einwohnerschaft ist überwiegend römisch-katholisch. Die Kirche ist heute wie auch Swołowo (Schwolow) Filialkirche der Pfarrei Bruskowo Wielkie (Groß Brüskow) im Dekanat Ustka (Stolpmünde) im Bistum Köslin-Kolberg der Katholischen Kirche in Polen.
Heute hier lebende evangelische Kirchenglieder gehören zum zur Kreuzkirche in Słupsk (Stolp) in der Diözese Pommern-Großpolen der Evangelisch-Augsburgischen Kirche in Polen.

## Schule
Das Birkower Schulhaus war vor 1945 ein stattlicher Massivbau aus dem beginnenden 19. Jahrhundert. Häufig ist es aus- und umgebaut worden. Zuletzt hatte es zwei geräumige Klassenzimmer und zwei Lehrerwohnungen.

## Sonstiges
Im Jahr 1838 wurden auf der Feldmark von Birkow beim Ausgraben eines großen Steins wertvolle sassanidische Silbermünzen gefunden, die in die Königliche Münzsammlung zu Berlin aufgenommen wurden.